# Wiedersberger Horn
Das Wiedersberger Horn  ist ein Berg im Alpbachtal. Der Gipfel hat eine Höhe von 2127 m ü. A. Das Wiedersberger Horn ist aus dem Alpbachtal mit Seilbahnen erschlossen und die Bergflanken werden als Skigebiet genutzt. Im Winter ist die Besteigung des Gipfels bei sicheren Schneeverhältnissen unproblematisch. Von der Bergstation des höchsten Lifts des Skigebietes (2025 m) gibt es einen Weg zum Gipfel, dessen Begehung durch treppenartige Holzbalken erleichtert wird.  
Auf dem hölzernen Gipfelkreuz befindet sich eine Tafel mit der Inschrift:

„Dem Herrgott und der Heimat in treuer Einigkeit im Oktober des Heiligen Jahres 1933 errichtet. Katholischer Burschenverein Reith.“

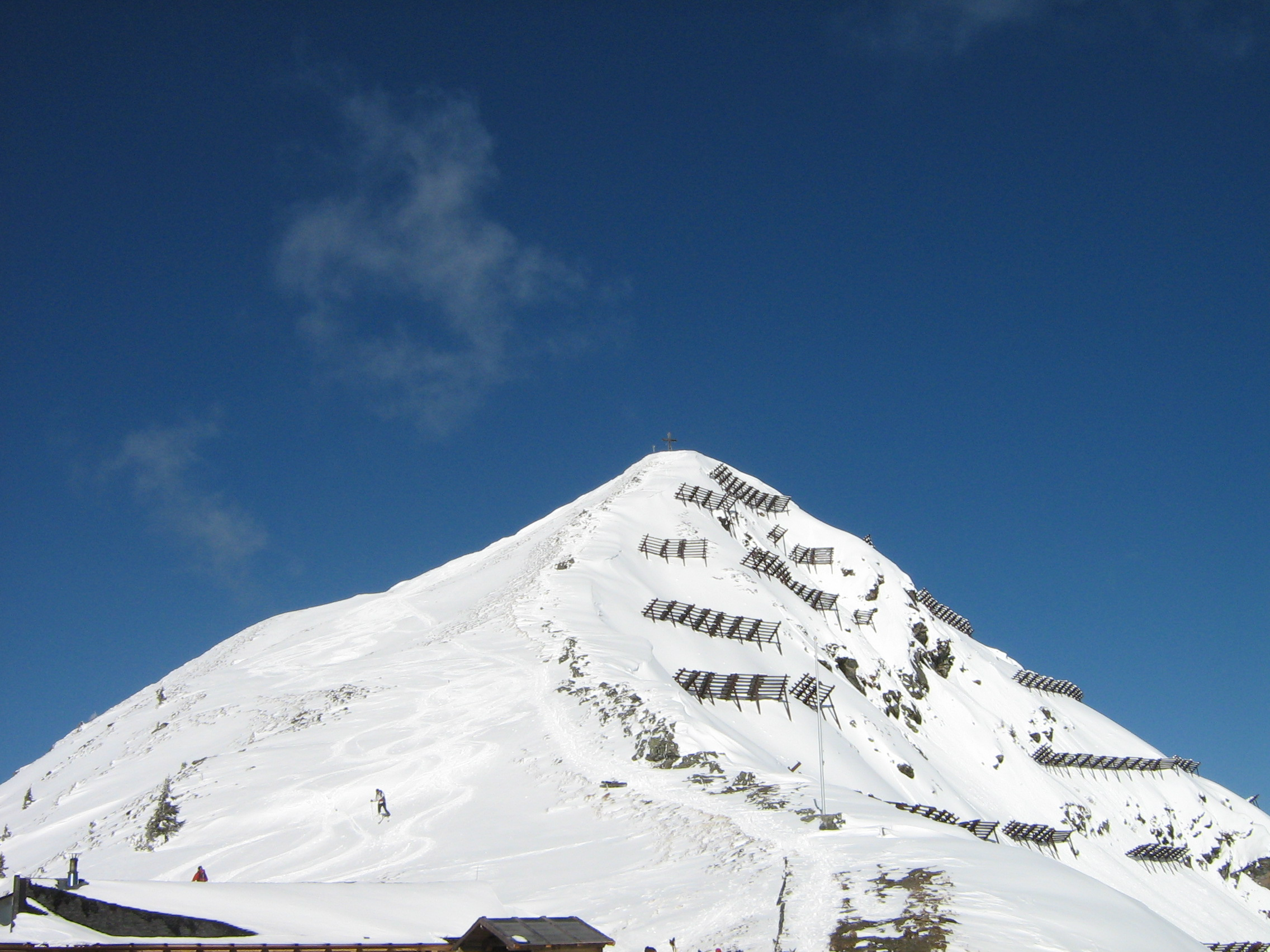
Das Wiedersberger Horn von der Bergstation des höchsten Liftes aus gesehen
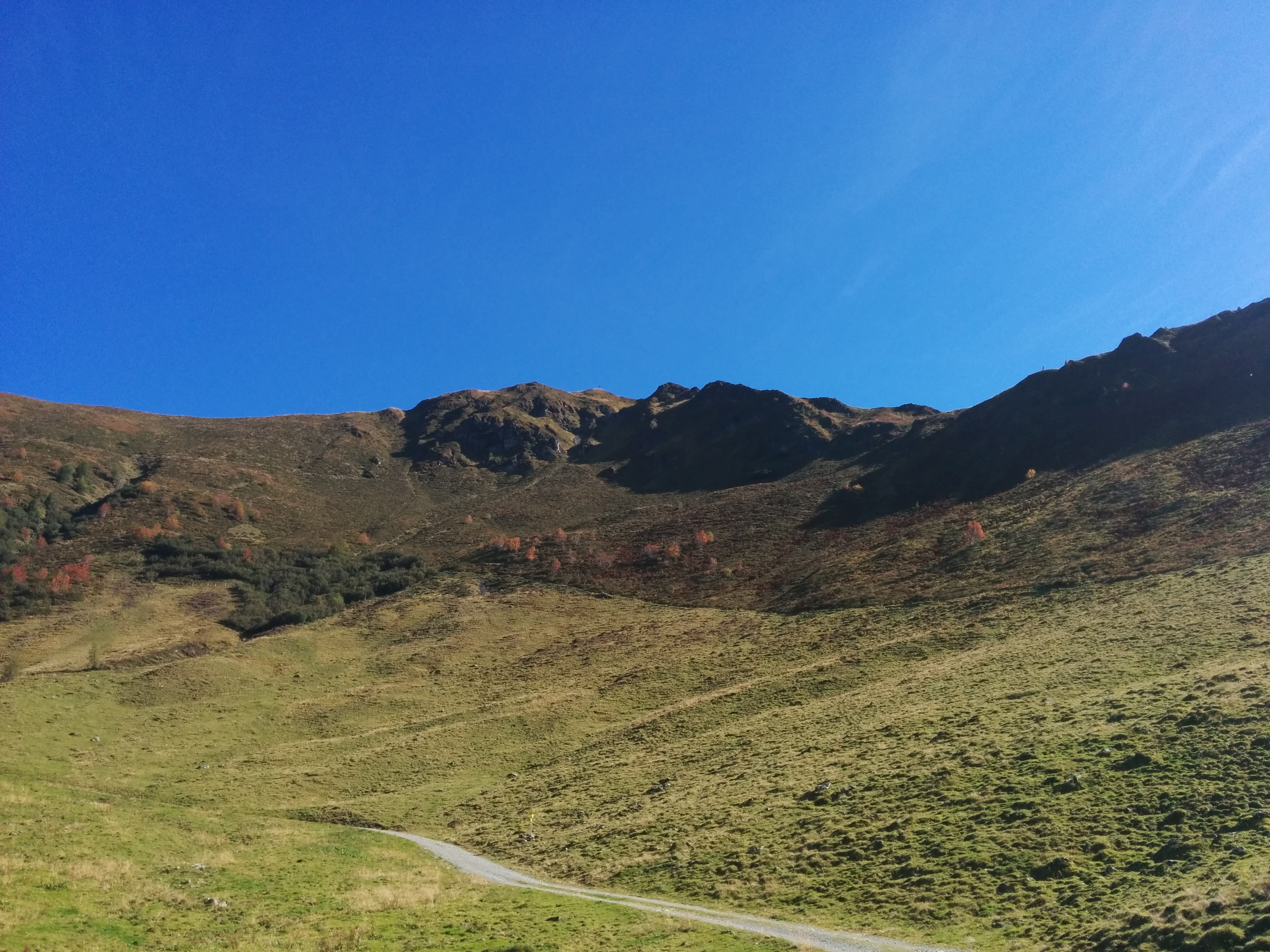
Nordwest Ansicht auf den Gipfel des Wiedersberger Horns
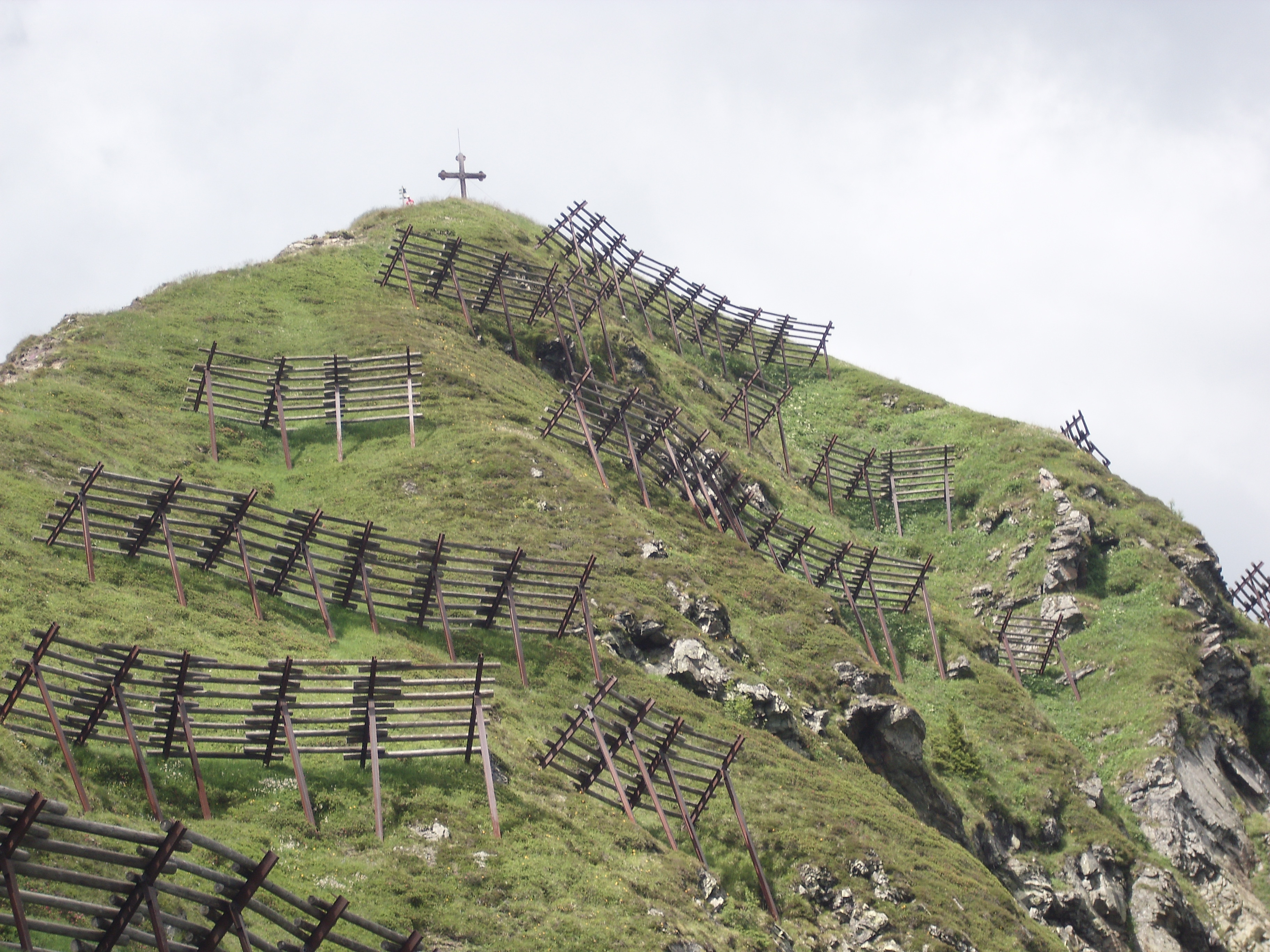
Gipfel des Wiedersberger Horns von Süden